# Prix Goncourt 2023
Le prix Goncourt 2023 récompense Jean-Baptiste Andrea pour Veiller sur elle le 7 novembre 2023,,,.

## Sélections

### Première sélection
La première sélection du prix Goncourt 2023 a été dévoilée le 5 septembre 2023,.
| Auteur                  | Ouvrage                       | Éditeur          |
| ----------------------- | ----------------------------- | ---------------- |
| Mokhtar Amoudi          | Les Conditions idéales        | Gallimard        |
| Jean-Baptiste Andrea    | Veiller sur elle              | L'Iconoclaste    |
| Dominique Barbéris      | Une façon d'aimer             | Gallimard        |
| Vincent Delecroix       | Naufrage                      | Gallimard        |
| Cécile Desprairies      | La Propagandiste              | Le Seuil         |
| Émilie Frèche           | Les Amants du Lutetia         | Albin Michel     |
| Dorothée Janin          | La Révolte des filles perdues | Stock            |
| Gaspard Koenig          | Humus                         | L'Observatoire   |
| Kevin Lambert           | Que notre joie demeure        | Le Nouvel Attila |
| Akira Mizubayashi       | Suite inoubliable             | Gallimard        |
| Laure Murat             | Proust, roman familial        | Robert Laffont   |
| Léonor de Récondo       | Le Grand Feu                  | Grasset          |
| Éric Reinhardt          | Sarah, Susanne et l'écrivain  | Gallimard        |
| Antoine Sénanque        | Croix de cendre               | Grasset          |
| Neige Sinno             | Triste tigre                  | P.O.L            |
| Jean-Philippe Toussaint | L'Échiquier                   | Minuit           |

### Deuxième sélection
La deuxième sélection du prix Goncourt 2023 a été dévoilée le 3 octobre 2023.
| Auteur                  | Ouvrage                      | Éditeur        |
| ----------------------- | ---------------------------- | -------------- |
| Jean-Baptiste Andrea    | Veiller sur elle             | L'Iconoclaste  |
| Dominique Barbéris      | Une façon d'aimer            | Gallimard      |
| Gaspard Koenig          | Humus                        | L'Observatoire |
| Laure Murat             | Proust, roman familial       | Robert Laffont |
| Éric Reinhardt          | Sarah, Susanne et l'écrivain | Gallimard      |
| Antoine Sénanque        | Croix de cendre              | Grasset        |
| Neige Sinno             | Triste tigre                 | POL            |
| Jean-Philippe Toussaint | L'Échiquier                  | Minuit         |

### Sélection finale
La sélection finale du prix Goncourt 2023 a été dévoilée le 25 octobre 2023.
| Auteur               | Ouvrage                      | Éditeur        |
| -------------------- | ---------------------------- | -------------- |
| Jean-Baptiste Andrea | Veiller sur elle             | L'Iconoclaste  |
| Gaspard Koenig       | Humus                        | L'Observatoire |
| Éric Reinhardt       | Sarah, Susanne et l'écrivain | Gallimard      |
| Neige Sinno          | Triste tigre                 | P.O.L          |